# Шишков, Михаил Михайлович
Шишков Михаил Михайлович (27 сентября 1927 года — 24 декабря 2005 года,) — советский и российский певец, исполнитель цыганских песен, актёр театра и кино. Народный артист Российской Федерации (1996)

## Биография
Михаил Михайлович Шишков родился 27 сентября 1927 года.
С 1939 года пел в цыганской труппе Ашхабадского цирка. В 1950-х годах, работая в различных цирковых коллективах, ставил цирковые номера. Работал с Гитаной Леонтенко, ставя ей танцевальные номера на лошади
В 1960-х годах много работал на эстраде, исполняя цыганские песни и песни советских композиторов.
С 1960 года по 2005 год работал в театре «Ромэн».
Умер 24 декабря 2005 года. Похоронен на 63 участке Кузьминского кладбища в Москве.

## Фильмография
- 1954 год — «Анна на шее», цыган.
- 1957 год — «Дорогой ценой».
- 1976 год — «Табор уходит в небо», Нур.
- 1983 год — «Анна Павлова», цыган.
- 1986 год — «Баллада о старом оружии», цыган.
- 1993 год — «Я виноват», судья.
- 1997 год — «Классик».

## Дискография
- 1964 год — «Цыганские песни». Михаил Шишков.
- 2001 год — «Золотые Россыпи Романса». Михаил Шишков.